# Eugène Chavette
Eugène Chavette (Parigi, 28 giugno 1827 – Montfermeil, 16 maggio 1902) è stato un romanziere francese.

## Opere principali
- Mayonnaise d'éphémérides et de dictionnaire, assaisonnée par Joseph Citrouillard et retournée par les deux hommes d'État du Tintamarre, con Jean Louis Auguste Commerson (1852)
- La Chambre du crime (1875)
- La Recherche d'un pourquoi (1878)
- Aimé de son concierge (1878)
- Nous marions Virginie(1879)
- Le Roi des limiers (1879)
- L'Oreille du cocher (1880)
- La Bande à la belle Alliette, souvenir judiciaire (1898)